# Franklin (Louisiana)
Franklin és una població dels Estats Units a l'estat de Louisiana. Segons el cens del 2000 tenia 8.354 habitants.

## Demografia
Segons el cens del 2000, Franklin tenia 8.354 habitants. La densitat de població era de 311,3 habitants/km².
Per edats la població es repartia de la següent manera: un 30,4% tenia menys de 18 anys, un 8% entre 18 i 24, un 26,4% entre 25 i 44, un 21,8% de 45 a 60 i un 13,4% 65 anys o més.
L'edat mediana era de 35 anys. Per cada 100 dones de 18 o més anys hi havia 77,6 homes.
La renda mediana per habitatge era de 24.844 $ i la renda mediana per família de 30.625 $. Els homes tenien una renda mediana de 32.188 $ mentre que les dones 16.935 $. La renda per capita de la població era de 12.943 $. Entorn del 24,5% de les famílies i el 27,6% de la població estaven per davall del llindar de pobresa.

## Poblacions properes
El següent diagrama mostra les poblacions més properes.